# 維爾弗里德·恩森吉
維爾弗里德·恩森吉（Wilfried Ntsengue，1998年1月23日—）是一名喀麥隆拳擊運動員，主攻中量級項目。他曾獲得世界軍人運動會銅牌。他也參加了2016年夏季奧林匹克運動會。

## 外部連結
- korea2015mwg.org